# Corps de travailleurs chinois

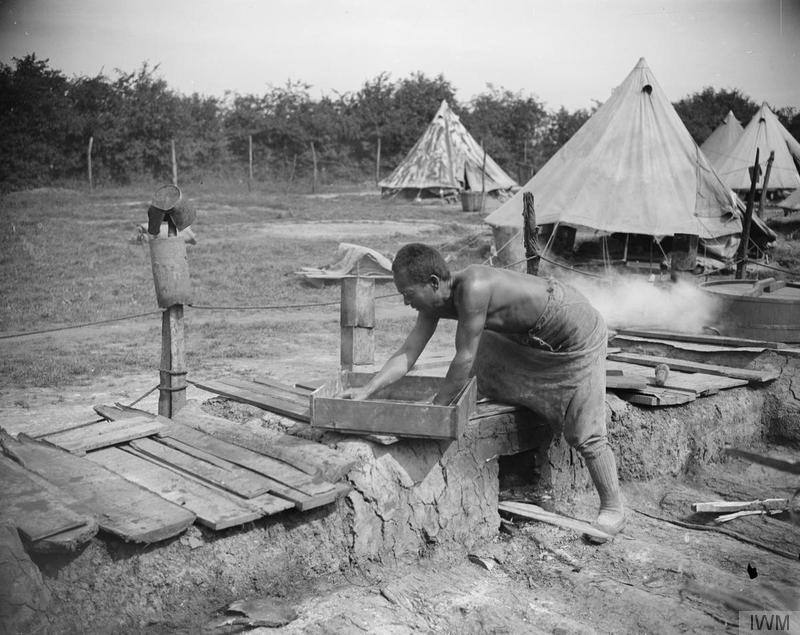
Camp de travailleurs chinois lors de la bataille de Bapaume.

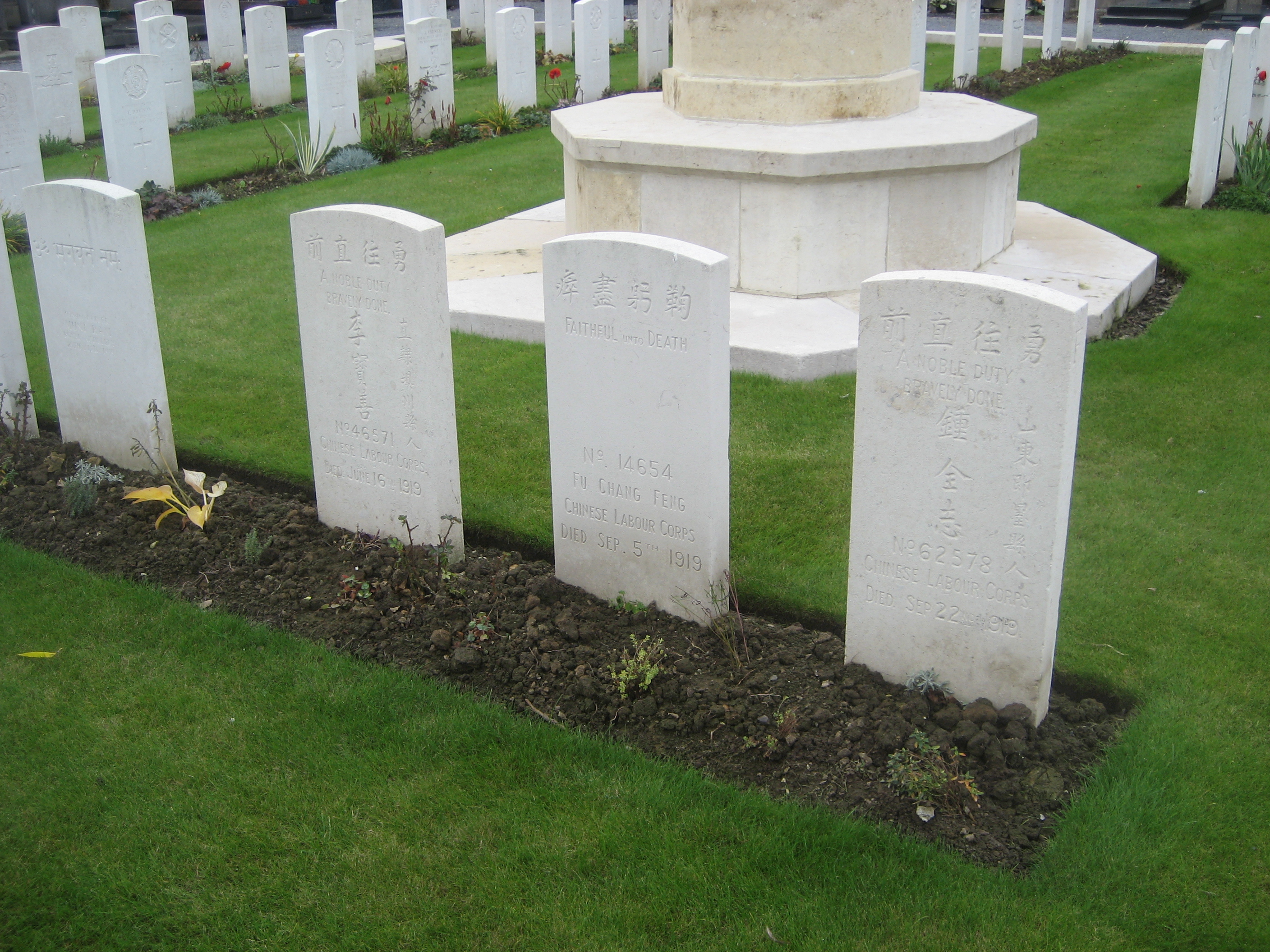
Tombes chinoises dans le cimetière d'Ascq.

Le corps de travailleurs chinois (en anglais : Chinese Labour Corps) est une force de travailleurs recrutés par le gouvernement britannique pendant la Première Guerre mondiale pour apporter une aide — non combattante — aux forces armées du Royaume-Uni.

## Histoire
Cette structure est créée par les Britanniques en 1917, à la suite d’un traité signé en octobre 1916 entre le Royaume-Uni et la république de Chine, laquelle s'engage à fournir des travailleurs pour participer à l'effort de guerre.
Ces Chinois, appelés « Célestes », sont des volontaires. Le contrat de ces coolies stipule qu'ils s'engagent pendant trois ans à travailler dans l'industrie et l'agriculture, dix heures par jour, sept jours sur sept, en échange d'un bon salaire.

## Tâches

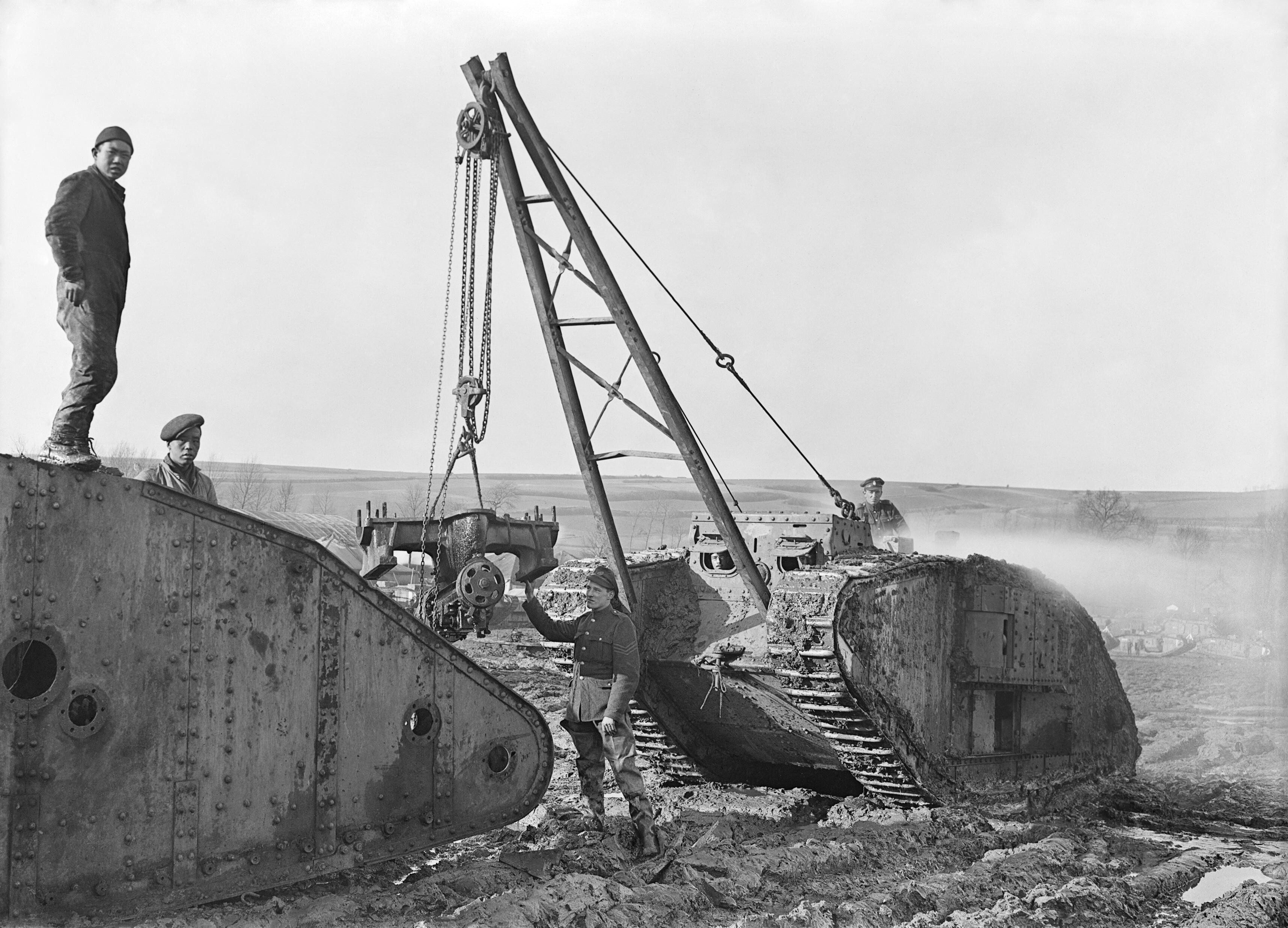
Des ouvriers chinois lors du démontage d'un char Mark IV britannique à Teneur (Pas-de-Calais).

De nombreuses tâches leur sont affectées. Leurs principales activités sont la blanchisserie, la participation à des constructions et réparations diverses (lignes de chemins de fer, dépôts de munitions), le terrassement de tranchées, la manutention, l'aide dans les services de santé et le ramassage des cadavres de soldats. Il arrive aussi qu'ils participent à des activités plus risquées comme le déminage de terrains nouvellement conquis.
Le « corps de travailleurs chinois » participe aussi aux efforts de reconstruction d’Ypres après guerre.

## Affectation
La majorité des travailleurs chinois se retrouvent à travailler près du front, essentiellement dans le Nord-Pas-de-Calais et la Somme.

## Cimetières et mémoriaux

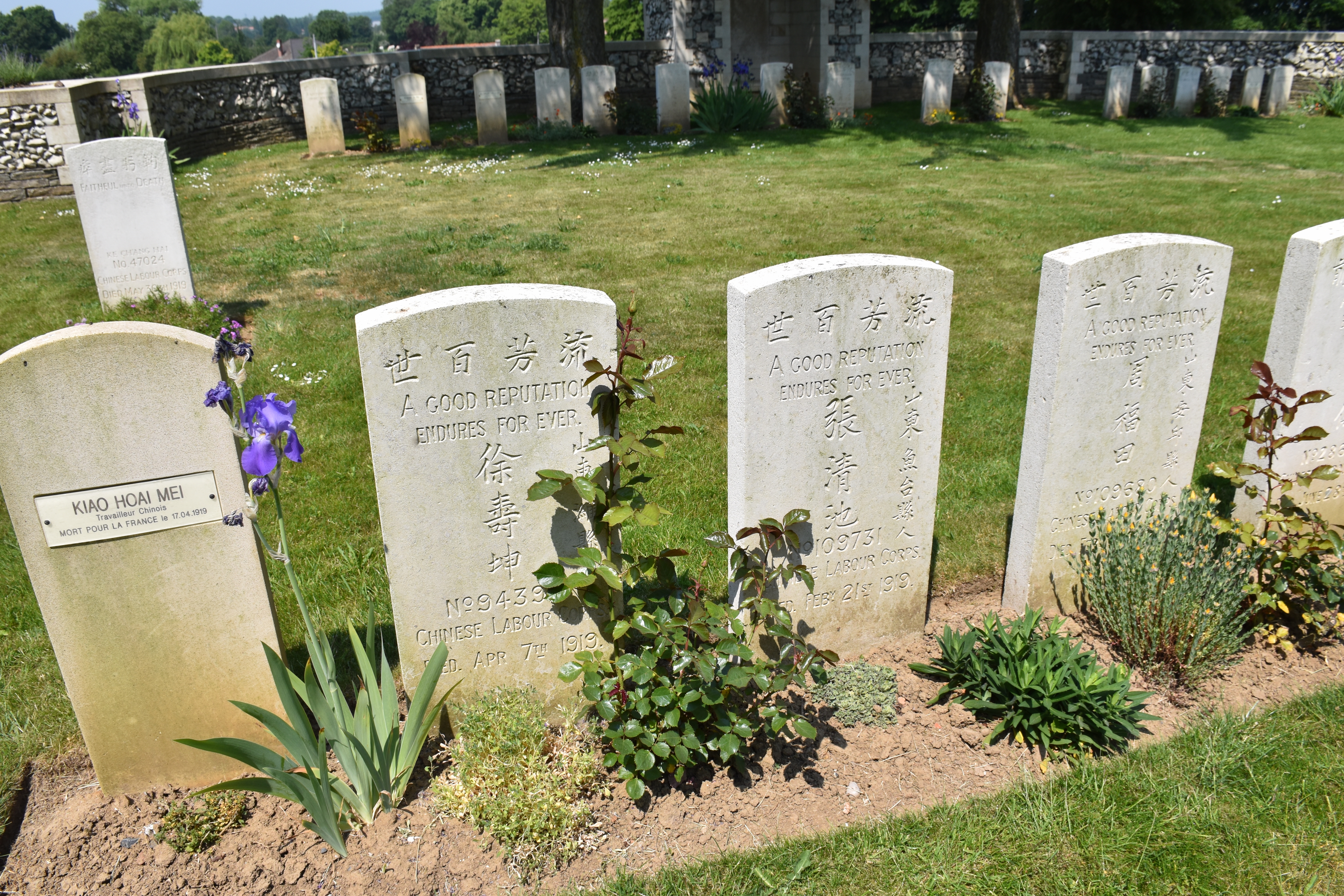
Tombes de travailleurs chinois décédés début 1919, probablement de la grippe espagnole, dans le Ayette Indian And Chinese Cemetery.
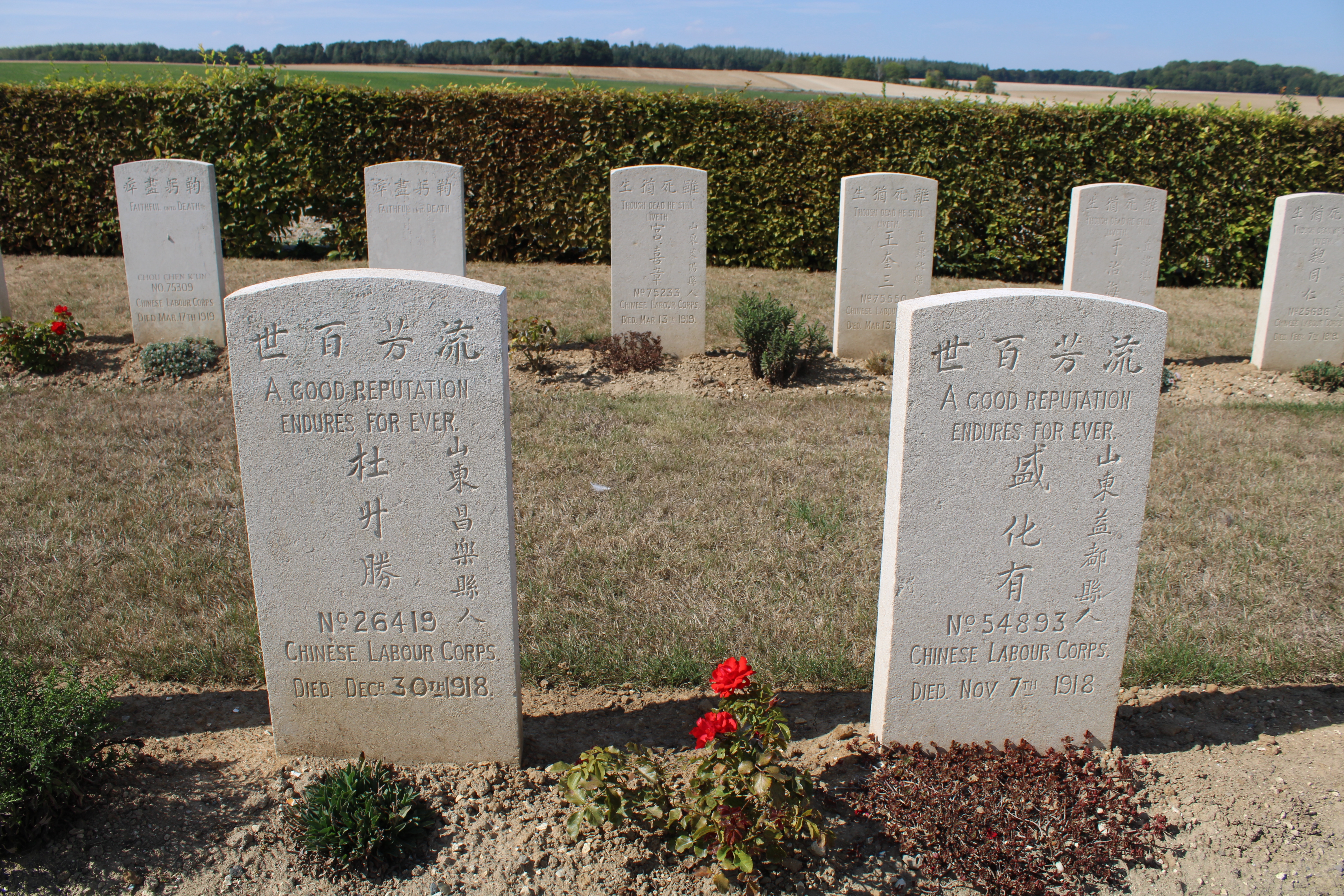
Tombes du Chinese Labour Corps dans le Tincourt New British Cemetery.

Les travailleurs chinois du Corps ne participent pas directement aux combats.
Selon les rapports gardés par les recruteurs anglais et français, environ 2 000 travailleurs chinois sont morts pendant la Première Guerre Mondiale ou peu après, la plupart en 1918 ou 1919 à la suite de l'épidémie de grippe espagnole, certains à la suite d’attaques ennemies ou de blessures reçues au cours de leur travail. Ce nombre est contesté par quelques lettrés chinois qui affirment que le nombre de victimes est proche de 20 000. Ces travailleurs morts ont été enregistrés en tant que pertes humaines de guerre et ont été enterrés dans plusieurs cimetières (principalement dans le Nord de la France), pour un total d'environ 2 000 tombes. Un des quatre proverbes suivants a été gravé sur les pierres tombales édifiées à la demande du « comité du Commonwealth pour les sépultures de guerre » (la Commonwealth War Graves Commission) :
- « Fidèle jusqu'à la mort » ;
- « Une bonne réputation demeure pour toujours » ;
- « Un noble devoir bravement fait » ;
- « Quoique mort, il vit toujours ».

Le site web de la Commonwealth War Graves Commission recense 2067 travailleurs chinois, enterrés ou inscrits dans des mémorials de 94 cimetières.
Ci-dessous, une liste partielle de ces cimetières avec, pour chacun d’eux, l'indication du nombre de tombes chinoises qui s'y trouvent :

### en France
- Abbeville : extension du cimetière communal (4 tombes chinoises).
- Albert (Somme) : cimetière national français (1 tombe chinoise).
- Arques-la-Bataille : dans le cimetière britannique (71 tombes chinoises).
- Ascq : cimetière communal (4 tombes chinoises).
- Autun : carré militaire français (4 tombes chinoises).
- Ayette : Ayette Indian And Chinese Cemetery (54 tombes chinoises).
- Bailleul (Nord) : annexe du cimetière communal (31 tombes chinoises).
- Beaulencourt : cimetière britannique, Ligny-Thilloy (14 tombes chinoises).
- Blargies : extension du cimetière communal (21 tombes chinoises).
- Bourlon : cimetière militaire britannique (3 tombes chinoises).
- Caudry : cimetière britannique (19 tombes chinoises).
- Chocques : cimetière militaire (16 tombes chinoises).
- Cuincy : cimetière britannique (2 tombes chinoises)
- Essegney : cimetière militaire, route de Damas-aux-Bois[3] (4 tombes chinoises).
- Etaples : cimetière militaire (1 tombe chinoise).
- Foncquevillers : cimetière militaire (2 tombes chinoises).
- Fontaine-au-Bois : cimetière des Anglais (2 tombes)
- Gezaincourt : cimetière britannique de Bagneux (4 tombes chinoises).
- Haute-Avesnes : cimetière britannique (12 tombes chinoises).
- Laventie : cimetière militaire (3 tombes chinoises).
- Le Portel : cimetière communal (1 tombe chinoise).
- Les Rues-des-Vignes : cimetière communal (1 tombe chinoise).
- Longuenesse (près de Saint-Omer) : le cimetière du Souvenir dispose d’un mémorial célébrant les 23 membres du corps de travailleurs chinois dont les tombes ne peuvent pas être exactement localisées (86 tombes chinoises en complément).
- Marseille - Mazargues : cimetière de guerre, dans un quartier sud de Marseille (6 tombes chinoises).

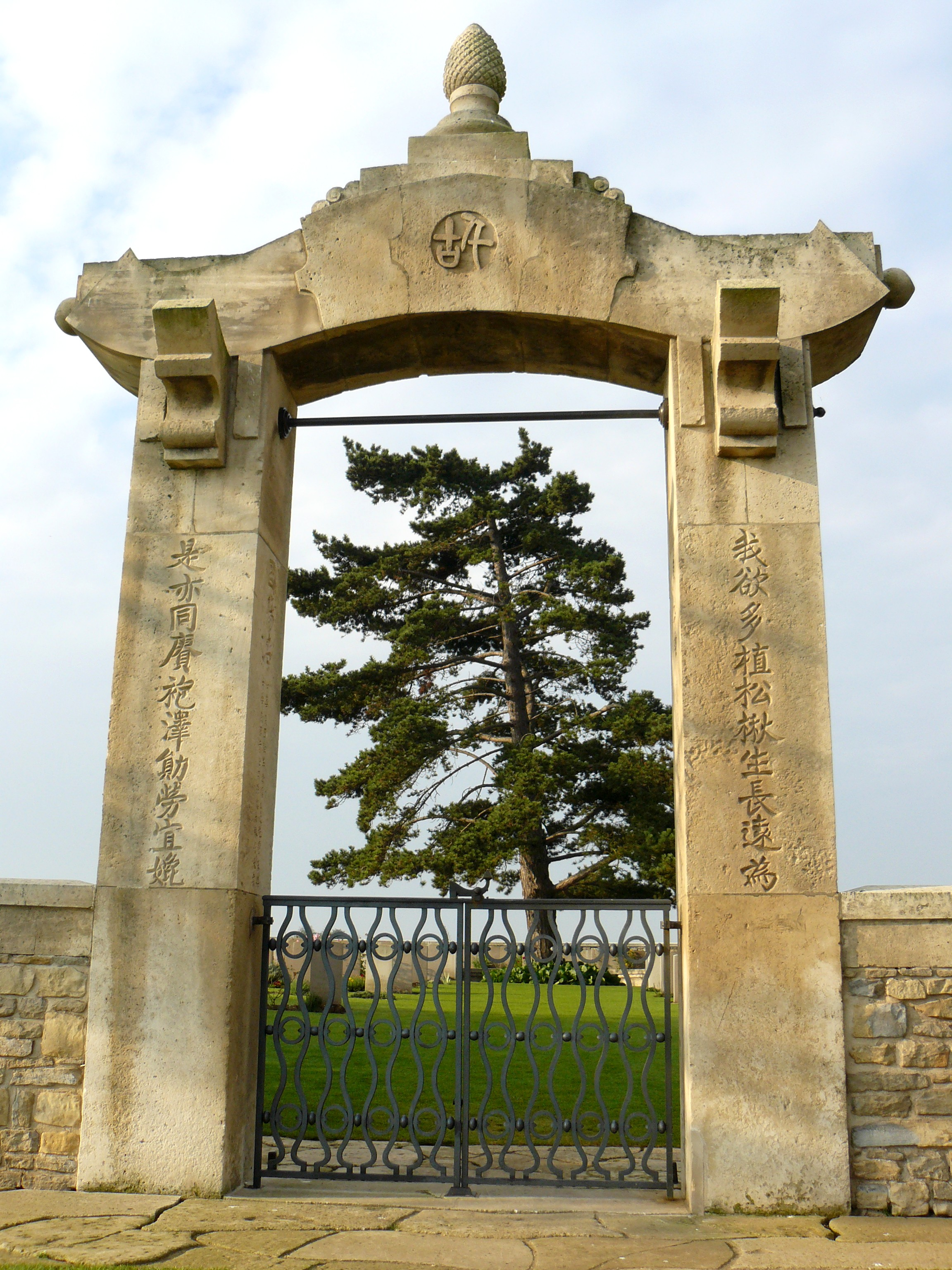
Portail du cimetière chinois de Nolette.

- Noyelles-sur-Mer : le cimetière chinois de Nolette est le plus grand d’Europe ; il contient 838 tombes de travailleurs chinois, tandis que le mémorial célèbre 40 autres morts sur terre ou sur mer dont les tombes sont inconnues[4].
- Quéant : extension britannique du cimetière communal (1 tombe chinoise).
- Rouen - Saint-Sever : l'extension du cimetière est située à l'intérieur d'un long cimetière communal, à l'extrémité est des quartiers sud de Rouen près des communes du Grand-Quevilly et du Petit-Quevilly (44 tombes chinoises).
- Ruminghem : le cimetière chinois contient 75 tombes, dont la moitié provient du transfert d'un cimetière chinois à Saint-Pol-sur-Mer après la guerre.
- Sains-en-Gohelle : fosse no 10 de l'extension du cimetière communal (49 tombes chinoises).
- Saint-Étienne-au-Mont : cimetière communal (160 tombes chinoises).
- Sangatte : quartier des Baraques, cimetière militaire (203 tombes chinoises).
- Tincourt-Boucly : nouveau cimetière britannique (57 tombes chinoises).
- Villers-Carbonnel : cimetière communal (3 tombes chinoises)[N 1].
- Pernes : cimetière militaire anglais (2 tombes chinoises).

### en Belgique
- Poperinge : cimetière militaire (35 tombes chinoises).
- Ypres : cimetière dit New Irish Farm (7 tombes chinoises).
- Wevelgem : cimetière militaire du Kezelberg (1 tombe chinoise)

### au Royaume-Uni
- Folkestone (près de) : cimetière militaire de Shorncliffe (6 tombes chinoises).
- Liverpool : cimetière d'Anfield (3 tombes chinoises).
- Plymouth : cimetière d'Efford (8 tombes chinoises).

## Dans les arts et la culture
- Roman :  Roger Wallet (photogr. Adriana Wattel), Sans retour : Le cimetière chinois de Nolette, Abbeville, Cadastre8zéro, coll. « Résidences en Baie de Somme », 2006, 69 p. (ISBN 2-9525752-2-3)